# Dietrich Inc.
Die Dietrich Inc. war ein amerikanischer Hersteller von Automobilkarosserien, der von 1925 bis 1936 in Detroit ansässig war und Aufbauten für Fahrgestelle von Lincoln oder Packard produzierte. Ein Nachfolgeunternehmen mit  dem Namen Ray Dietrich Inc. existierte von 1949 bis 1953.

## Unternehmensgeschichte

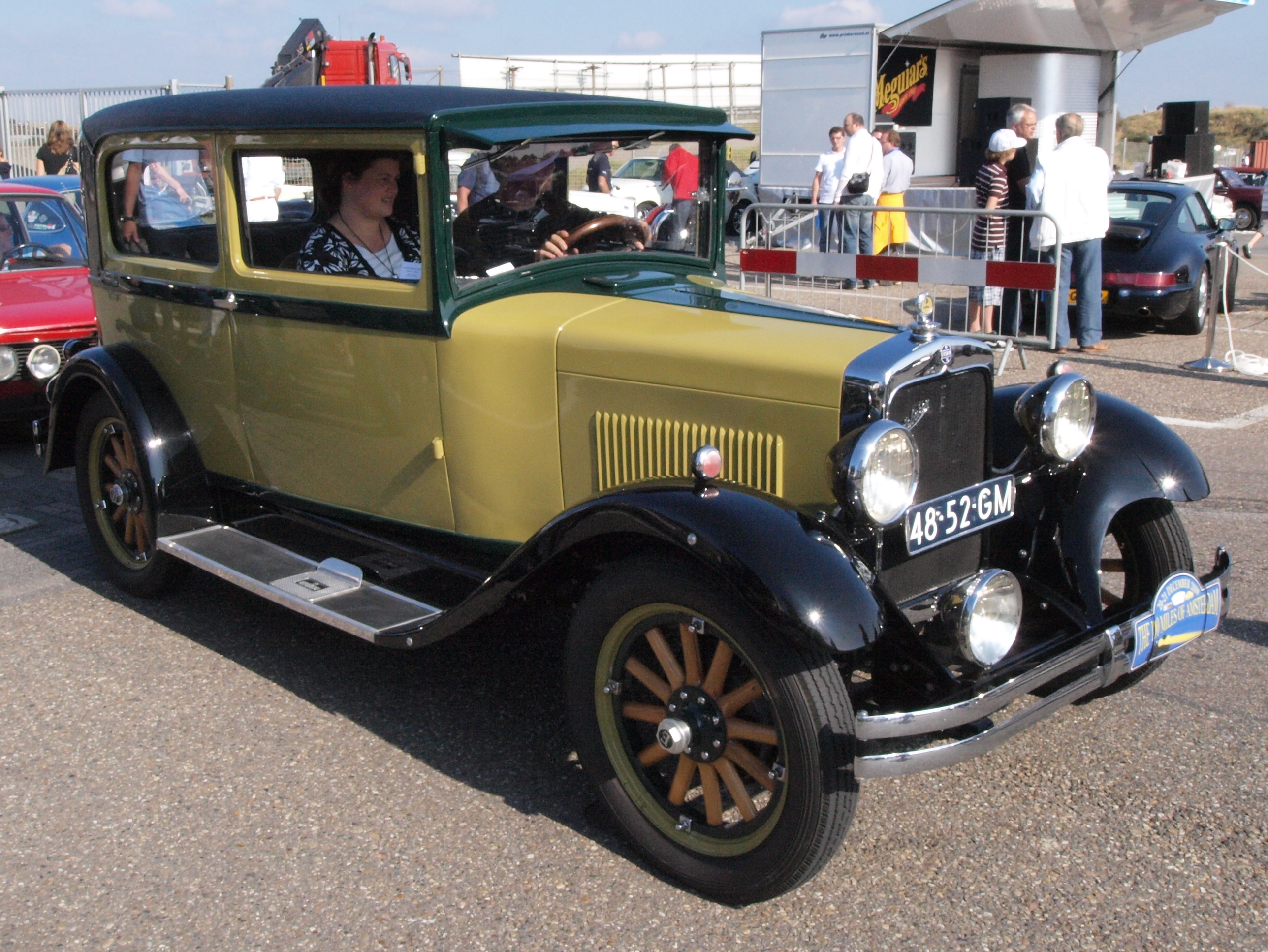
Mit von Dietrich entworfenem Aufbau: Erskine (ca. 1928)

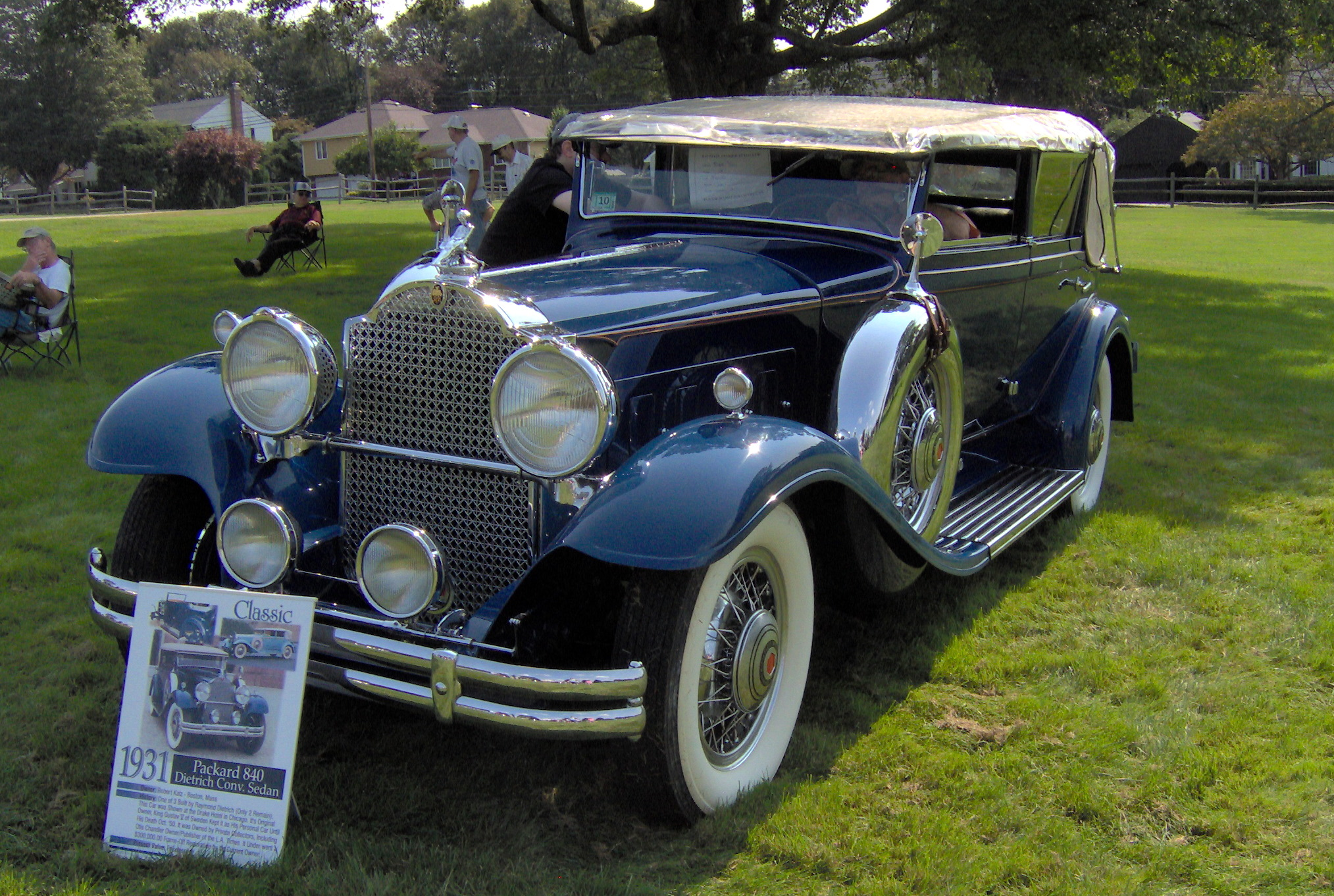
Packard 840 Convertible Sedan mit Dietrich-Karosserie (1931)

Die Dietrich Inc. wurde im Sommer 1925 von Raymond Dietrich gegründet. Dietrich hatte seit 1913 als Zeichner und Stilist für den Karosseriehersteller Brewster & Company gearbeitet, bevor er sich 1921 an der Gründung eines eigenen Unternehmens mit der Bezeichnung LeBaron Carossiers beteiligte. Nach ersten Erfolgen verließ er LeBaron und gründete mit finanzieller und logistischer Unterstützung Edsel Fords das Unternehmen Dietrich Inc. Die Entscheidung dazu war ihm einfach gemacht worden. Dietrich hatte im Dezember 1923 während des New York Auto Salon Edsel Ford kennengelernt. Schon ein Jahr später entwarf Dietrich Karosserien für Lincoln, deren Chef Edsel Ford war. Dieser wollte unbedingt enger mit Dietrich zusammenarbeiten. Er veranlasste im Dezember 1924 Allan Sheldon, den Präsidenten des bedeutenden Ford-Zulieferers Murray Corporation, der einen großen Teil der Karosserien für das Modell T herstellte, LeBaron zu kaufen. Dies scheiterte an den finanziellen Vorstellungen bei LeBaron. Darauf offerierte Murray Dietrich die Finanzierung einer eigenen Firma mit 50 % (die andere Hälfte hielt Dietrich), eigene Produktionsanlagen sowie ein eigenes Designer- und Zeichner-Büro. Als Zugabe gab es einen Liefervertrag für Lincoln-Karosserien von Edsel Ford.
Die bewusste Positionierung des Betriebs in Detroit sollte die Nähe zu Ford, aber auch anderen großen Automobilherstellern der USA erhöhen und dadurch die Expansionsmöglichkeiten des Unternehmens fördern. Die Firma sollte einerseits als Designberater führender Hersteller wie eben Lincoln oder Packard tätig werden; später kamen Franklin und der Studebaker-Ableger Erskine dazu. Weiterhin entstanden auch Sonderkarosserien die entweder als Einzelstücke ("Full Custom") oder in Kleinstserien für den jeweiligen Hersteller ("Semi-Custom") gebaut wurden. Ein erfolgreiches Design wurde oft in die Spezialkataloge der Hersteller aufgenommen. Lincoln bestellte solche Aufbauten tranchenweise zu 5 bis 10 Einheiten. Packard hielt dies ähnlich. In diesem Bereich stand die Dietrich Inc. in permanentem Wettbewerb mit anderen Spezialbetrieben wie Brunn, Derham, Holbrook, Judkins, Locke, LeBaron, Rollson, Waterhouse oder Willoughby. LeBaron wurde schließlich von Murrays Hauptkonkurrenten, der Briggs Manufacturing Company, übernommen. Dies führte zur Situation, dass Murray für Lincoln Karosserien baute, welche Ray Dietrich für LeBaron entworfen hatte, ehe diese Firma vom Rivalen Briggs kontrolliert wurde. Dies betraf insbesondere dreifenstrige Sedan und zweifenstrige Victoria Coupés.
Die Geschäfte liefen von Anfang an nicht gut. Dietrich Inc. startete mit einem Arbeitskapital von US$ 150.000 – und verlor fast eben so viel im ersten Geschäftsjahr.
Dietrich Inc. arbeitete ab 1925 in unterschiedlichen Bereichen. Einerseits entwickelte Dietrich das Design ganzer Baureihen unterschiedlicher Hersteller, andererseits entwarf und fertigte es nach Kundenwunsch individuelle Aufbauten für hochwertige Fahrgestelle.
Das erste Unternehmen, das eine ganze Modellreihe von Dietrich gestalten ließ, war Packard. Ende 1925 erhielt Dietrich den Auftrag, eine Reihe von Sonderkarosserien für Packard herzustellen, die zunächst auf Ausstellungen gezeigt wurden. Daraus resultierten 325 Bestellungen. Sie bildeten die Grundlage für eine langjährige Beziehung zwischen Dietrich und Packard. 1927 gestaltete Dietrich die Modellpalette des auf luftgekühlte Fahrzeuge spezialisierten Unternehmens Franklin sowie die erste Baureihe des neu gegründeten Automobilherstellers Erskine. Hier beschränkte sich Dietrich auf die Entwürfe von Karosserien; der Aufbau der Fahrzeuge erfolgte jeweils bei anderen Herstellern.
Bezüglich individueller Aufbauten wurde Dietrich bald zum größten Karosseriehersteller der Vereinigten Staaten. In den späten 1920er-Jahren entstanden bei Dietrich bis zu 25 Kundenfahrzeuge pro Woche. Dabei wurden die Entwürfe vielfach standardisiert und in 25 bis 50 Exemplaren pro Jahr hergestellt. In den späten 1920er-Jahren bot Dietrich Karosserien an, die auf unterschiedliche Fahrgestelle passten. Das Dietrich Victoria Convertible von 1929 etwa konnte sowohl mit einem Packard- als auch mit einem Lincoln-Fahrgestell verbunden werden. Außerdem experimentierte Dietrich mit einem Observation car genannten Konzept des Briten Peter Jones. Eine Packard 645 Deluxe Eight Sedan-Limousine erhielt ein neues Heck mit zusätzlichen, auf 90° gebogenen Schienen im Dachabschluss und einer Hecktüre mit Kurbelfenster und integriertem Auszugtischchen. Außerdem konnte die hintere Sitzbank um 180° gedreht werden. Packard war interessiert doch es kamen nicht genügend Bestellungen zusammen um das Design in den Katalog aufzunehmen.
Dietrich war sich aber auch für Nutzfahrzeuge nicht zu schade. Wohl aus Kostengründen sind nur wenige gebaut worden. Eines schenkte der Kommandant des Detroit Fire Department, Paxton Mendelssohn, 1927 seiner Feuerwehr: eine Kombination aus Ambulanz und Stabswagen auf der Basis eines Packard Six 433.
Ab 1929 brachen die Verkäufe ein. Von manchen Karosserietypen wurden nur die Hälfte bis ein Drittel der kalkulierten, auf erfahrung beruhenden Menge nachbestellt. Nach dem Börsencrash Ende Oktober 1929 ("Schwarzer Freitag") geriet Dietrich Inc. in ernste Probleme. Die Murray Corporation, ihrerseits nach geschäftlichen Fehleinschätzungen seit 1926 unter neuer Führung, ließ Raymond Dietrich fallen. Er musste im September 1930 den Vorsitz seiner eigenen Firma abgeben. Sein nachfolger wurde L. Clayton Hill, bis dahin stellvertretender Verkaufsleiter bei Murray. Außerdem wurden zahlreiche unersetzliche Fachleute bei Dietrich Inc. entlassen.
1931 wurde Dietrich Inc. mit der Murray Corporation räumlich und organisatorisch zusammengelegt. Dietrich verlor dabei zunehmend seine Eigenständigkeit. Die in den 1930er-Jahren unter dem Namen Dietrich verkauften Aufbauten glichen stilistisch zunehmend denen von Murray; der Unterschied bestand vor allem darin, dass für die Dietrich-Versionen hochwertigere Materialien verwendet wurden.
Packard nutzte die 1929 von Dietrich gestalteten Aufbauten bis 1934. Bis dahin erfuhren die Entwürfe nur geringfügige Modifikationen. Das zunehmend veraltete Design war ein wesentlicher Grund dafür, dass Packard in den frühen 1930er-Jahren immer weniger Autos absetzte. Dies änderte sich erst mit einem neuen Design, das 1935 vorgestellt wurde. Auch die 1935er Packards wurden Dietrich zugeschrieben; tatsächlich aber hatte weder Raymond Dietrich noch die Dietrich Inc. etwas mit diesen Entwürfen zu tun. Packard hatte lediglich das Recht erworben, den Namen Dietrich für diese selbst entworfenen Karosserien zu verwenden.
1936 wurde der Verkauf von Dietrich-Karosserien aufgegeben.